# 2002年ソルトレークシティオリンピックのエストニア選手団
2002年ソルトレークシティオリンピックのエストニア選手団（2002ねんソルトレークシティオリンピックのエストニアせんしゅだん）は、2002年2月8日から2月24日までアメリカ合衆国のソルトレイクシティで開催された2002年ソルトレークシティオリンピックのエストニア選手団、およびその競技結果。

## 概要
今大会は金メダル1個、銀メダル1個、銅メダル1個の計3個のメダルを獲得した。エストニア選手団が冬季オリンピックでメダルを獲得したのは、史上初めて。

## メダル
| メダル | 選手名                 | 競技                   | 種目               |
| ------ | ---------------------- | ---------------------- | ------------------ |
| 金     | アンドルス・ベールパル | クロスカントリースキー | 男子15kmクラシカル |
| 銀     | アンドルス・ベールパル | クロスカントリースキー | 男子50kmクラシカル |
| 銅     | ヤーク・マエ           | クロスカントリースキー | 男子15kmクラシカル |